# Бахтігільдіно
Бахтігі́льдіно (рос. Бахтигильдино, чув. Ишлĕ-Шетмĕ) — присілок у складі Батиревського району Чувашії, Росія. Адміністративний центр Бахтігільдінського сільського поселення.
Населення — 482 особи (2010; 573 у 2002).
Національний склад:
- чуваші — 97 %